# 臺北南警察署

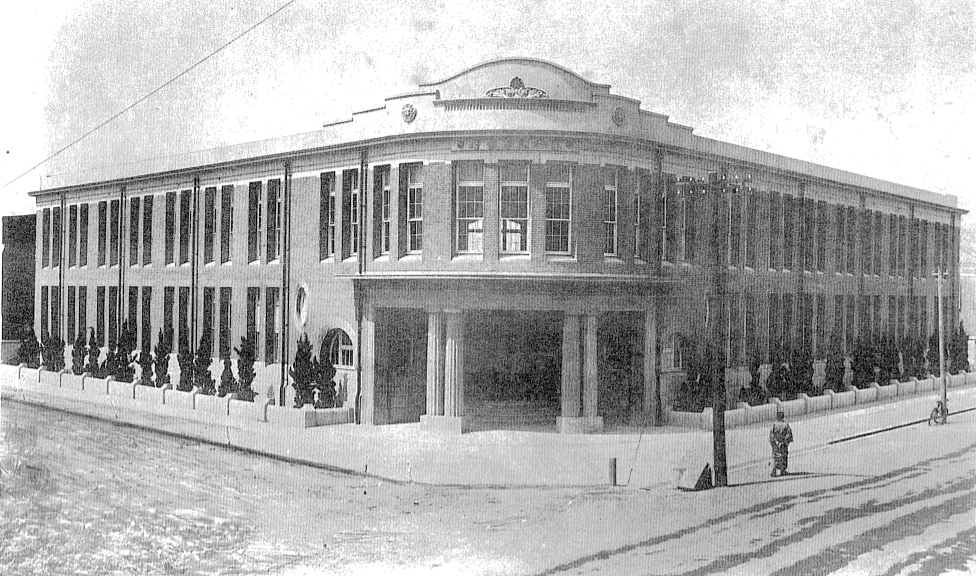
台北南警察署

台北南警察署，是台灣日治時代台北市的警察署，位在大和町一丁目，所在地為現台北市政府警察局局本部。

## 簡介
大正9年（1920年）設置，其前身為台北警察署。管轄台北市南半部，署長由警視任之。台北市北半部由臺北北警察署管轄。臺北南警察署廳舍於1928年6月27日動工，1929年3月31日完工，由臺灣總督府官房會計課營繕係設計，為一棟兩層樓的建築。其建築設計類似於臺北北警察署，以及當時其他城市的警察署廳舍建築；多為位於街角，建築兩翼向兩側對稱伸展的形式。

## 管轄區域
以下是昭和16年（1941年）南署直轄和轄下警察官吏派出所（以下簡稱派出所）管轄區域一覽。
| 名稱         | 位置         | 受持區域                                                                   |
| ------------ | ------------ | -------------------------------------------------------------------------- |
| 直轄         | 大和町一丁目 | 本町、京町、大和町                                                         |
| 東門町派出所 | 東門町       | 東門町之一部、旭町、福住町                                                 |
| 榮町派出所   | 榮町二丁目   | 榮町、乃木町、書院町、南門町三丁目、同四丁目、同五丁目                     |
| 表町派出所   | 文武町二丁目 | 北門町之一部（鐵道線以南）、表町、明石町、文武町                           |
| 兒玉町派出所 | 兒玉町二丁目 | 兒玉町、佐久間町、龍口町、新榮町、千歲町、南門町一丁目、同二丁目、同六丁目 |
| 川端町派出所 | 川端町       | 川端町、古亭町之一部、馬場町                                               |
| 富田町派出所 | 富田町       | 富田町、水道町                                                             |
| 六張犁派出所 | 六張犁       | 六張犁、下內埔                                                             |
| 堀川町派出所 | 大安         | 大安之一部、東門町之一部                                                   |
| 大安派出所   | 大安         | 大安之一部                                                                 |
| 有明町派出所 | 有明町三丁目 | 入船町二丁目、同三丁目、同四丁目、有明町、龍山寺町                         |
| 老松町派出所 | 老松町二丁目 | 若竹町、老松町、八甲町、新富町二丁目                                       |
| 元園町派出所 | 元園町       | 元園町、新富町一丁目、入船町一丁目、新起町三丁目                           |
| 新起町派出所 | 西門町一丁目 | 西門町、新起町一丁目、同二丁目                                             |
| 壽町派出所   | 壽町二丁目   | 末廣町、壽町、築地町、濱町                                                 |
| 新富町派出所 | 新富町五丁目 | 新富町三丁目、同四丁目、同五丁目、堀江町、綠町、柳町                       |
| 東園町派出所 | 東園町       | 西園町、東園町、馬場町之一部                                               |
| 樺山町派出所 | 樺山町       | 樺山町、幸町                                                               |
| 昭和町派出所 | 大安         | 大安之一部、錦町、古亭町之一部、福住町之一部                               |
| 三張犁派出所 | 三張犁       | 三張犁、興雅                                                               |
| 五分埔派出所 | 五分埔       | 五分埔、中坡                                                               |